# La historia de Charlie Zaa
La historia de Charlie Zaa es un disco de 2008 del cantante colombiano Charlie Zaa (1974).
Este DVD contiene la historia de su carrera, con los videoclips desde sus comienzos hasta la actualidad. exepcto Llora Corazón , Senderito de amor y Perdón por adorarte
El disco fue producido por la empresa discográfica FM Discos Y Cintas.

## Lista de temas
1. Sentimientos, Un disco más, Niégalo todo
2. Deseos, Rondando tu esquina, Nuestro juramento u.u
3. Quimeras, Ódiame, Te esperaré
4. La pollera colorá,
5. Tentaciones, No me quieras tanto, Perfidia
6. Flor sin retoño,
7. Amores, Esclavo y amo, Entrega total
8. Dónde está el amor
9. Desengaños, Derrumbes, Por qué eres así
10. La cadena se rompió,
11. Melancolías, Que nadie sepa mi sufrir, Aunque me duela en el alma
12. Por tu amor
13. Sueños En mi viejo San Juan, Lamento borincano
14. Con los años que me quedan
15. Recuerdos Sombras, El traje blanco
16. El puente roto
17. Pasiones, Alma negra, Que Dios me libre
18. Promesas, Contigo, Triunfamos

## Bonus tracks (DVD)
1. Sentimientos
2. Quimeras
3. Deseos
4. Tentaciones
5. La cadena se rompió
6. Flor sin retoño
7. Donde está el amor
8. La pollera colorá
9. Por tu amor
10. Amores
11. Sensaciones
12. Pasiones

- Datos: Q5966948